# Georgi Paruirowitsch Awetissow

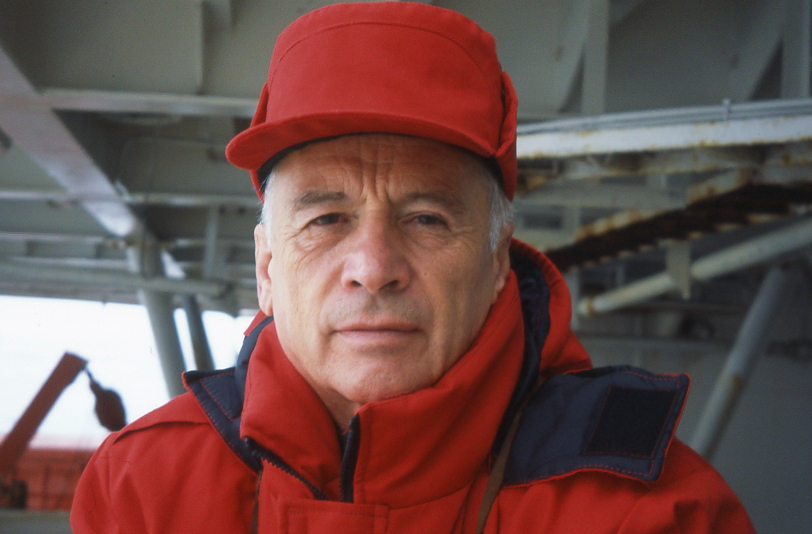
Georgi Paruirowitsch Awetissow (2005)

Georgi Paruirowitsch Awetissow (russisch Георгий Паруйрович Аветисов; * 24. Juni 1940 in Kalinin; † 27. Oktober 2020) war ein sowjetischer bzw. russischer Seismologe und Polarforscher.

## Leben
Awetissows Eltern waren der Architekt Paruir Georgijewitsch Awetissow und die Buchhalterin Natalja Dmitrijewna geborene Chrapowizka. Er war ein Ururenkel Arseni Nikolajewitsch Chwostows (1783–1830), Adjutant Michail Kutusows im Vaterländischen Krieg 1812, und Nachkomme Alexander Chrapowizkis, Staatssekretär Katharinas II. Der Großvater D. N. Chwostow war ein Twerer Grundherr und Aktivist der Twerer Abteilung des Bundes des russischen Volkes.
Awetissow studierte am Leningrader Bergbau-Institut in der Geophysik-Fakultät mit Abschluss 1963. Nach dem zweijährigen Wehrdienst wurde er wissenschaftlicher Mitarbeiter des Leningrader Forschungsinstituts für Geologie der Arktis (NIIGA, seit 2003 Gramberg-Institut für Ozeanologie), in dem er bis zu seinem Tode blieb.
Awetissow gehörte 1966–1968 der Hohe-Breite-Expedition an und führte seismologische Untersuchungen auf dem Eis an der Eisdriftstation-Basis und bei den mit dem Flugzeug auf dem Eis des Zentralarktische Beckens abgesetzten Trupps des NIIGA. Dann arbeitete er auf den Inseln und an der Küste des Arktischen Ozeans.
Als das NIIGA 1967 begann, geologische Untersuchungen auf der Insel Alexandraland der Inselgruppe Franz-Josef-Land durchzuführen, war Awetissow an den geophysikalischen und seismologischen Arbeiten beteiligt. Dann leitete er zur Gefahrenabwehr die seismologische Überwachung. 1970 initiierte er die seismologische Überwachung in anderen Bereichen der Arktis. Er leitete die seismologischen Arbeiten auf den Neusibirischen Inseln und in West-Jakutien (1972–1976), im Spitzbergen-Archipel (1976–1977), im Norilsk-Erz-Rajon (1979–1984) und im Lenadelta und im Südteil der Laptewsee (1985–1988).
Awetissow wurde 1974 Mitglied der Polarkommission der Geographischen Gesellschaft der UdSSR (seit 1991 Russische Geographische Gesellschaft (RGO)), Mitglied der russischen Euro-Asiatischen Geophysikalischen Gesellschaft und Ratsmitglied des Leningrader Arktis- und Antarktismuseums.
Awetissow verteidigte 1979 mit Erfolg seine Dissertation über die Seismologie und die Tiefenstruktur der Erdkruste im Bereich der kontinentalen Fortsetzung des mittelarktischen Erdbebengürtels in der Laptewsee und bei den Neusibirischen Inseln für die Promotion zum Kandidaten der geologisch-mineralogischen Wissenschaften.
Awetissow leitete 1989 die ersten tiefenseismologischen Untersuchungen auf dem Treibeis bezüglich der äußeren Grenze des russischen Kontinentalschelfs.
Awetissow verteidigte 1996 mit Erfolg seine Doktor-Dissertation über die Hypozentren, die wichtigen Mechanismen und die Dynamik der Lithosphäre in den seismisch aktiven Zonen der Arktis für die Promotion zum Doktor der geologisch-mineralogischen Wissenschaften.
Awetissow beteiligte sich 2000 und 2005 an Bord des Forschungsschiffs Akademik Fedorov an den Arbeiten bezüglich der äußeren Grenze des russischen Kontinentalschelfs. 2002 wurde er Korrespondierendes Mitglied der Russischen Akademie der Naturwissenschaften.
Awetissow nahm 2007 an einer Expedition an Bord des Atomeisbrechers Rossiya teil. 2012 beteiligte er sich auf dem Bergungsschlepper Neotrasimy an den Untersuchungen der gefährlichen Objekte, die in den Jahren 1967–1991 von der Sowjetischen Marine und der Murmansker Seereederei in der Karasee in den Gewässern des Archipels Nowaja Semlja entsorgt worden waren.
Awetissow war mit Alexandra Fedorowna Krawsowa (* 1940) verheiratet und hatte die Töchter Walentina und Anna.

## Ehrungen
- Ehrenpolarforscher (1994)
- Boris-Wilkizki-Orden des Allrussischen Fonds der Polarforscher (2009)[2]
- Medaille des Ordens „Verdienste um das Vaterland“ (2010)[10]